# Base aérienne de Moorsele
La base aérienne de Moorsele (code IATA : / • code OACI : EBMO) est un aérodrome militaire se situant à Moorsele (non loin de Courtrai), dans la province de Flandre Occidentale, en Belgique.
Il n'abrite plus d'avions de l'armée de l'air mais est encore utilisé pour les ULM et le parachutisme.
Il dispose d'une piste en herbe de 650 mètres de longueur orientée 04/22.